# Colonia Silva Sur
Colonia Silva Sur är en ort i Mexiko.   Den ligger i kommunen Mexicali och delstaten Baja California, i den nordvästra delen av landet, 2 100 km nordväst om huvudstaden Mexico City. Colonia Silva Sur ligger 19 meter över havet och antalet invånare är 263.
Terrängen runt Colonia Silva Sur är mycket platt. Runt Colonia Silva Sur är det glesbefolkat, med 19 invånare per kvadratkilometer. Närmaste större samhälle är Guadalupe Victoria, 10,8 km sydväst om Colonia Silva Sur. Trakten runt Colonia Silva Sur består till största delen av jordbruksmark.